# Алекс Рувінштейн
Алекс Рувінштейн (англ. Alex Ruvinstein, нар. 30 грудня 1966) — американський класичний піаніст радянського походження. Переміг на XXVIII міжнародному конкурсі у Салерно, Італія (1995), у дуеті в чотири руки з О. Гуревич. Рувінштейн є лауреатом Міжнародного конкурсу піаністів Ібла в місті Рагуза, Італія (1996 р.) у номінаціях сольного та дуетного виконання, Національного конкурсу українських піаністів-випускників коледжів у Києві, Україна (1985 р.), та інших місцевих та регіональних конкурсів піаністів, на яких переміг, будучи студентом.
Рувінштейн народився у 1966 році в місті Полярному, Росія, за Полярним колом. Він почав займатися музикою у п'ятирічному віці. У 1985 році Рувінштейн закінчив Уманське державне музичне училище зі ступенем бакалавра, де навчався у професора Віктора Патриціо. У 1992 році отримав ступінь магістра в Академії ім. Гнесіних у Москві під керівництвом професора Віри Носіної. Захистивши докторський ступінь під керівництвом професора Наума Штаркмана у Державній класичній академії ім. Маймоніда в Росії (1995), Рувінштейн працював викладачем по класу фортепіано та акомпаніатором для віолончелістів та вокалістів цієї академії.
У 1998 році Рувінштейн емігрував до Сполучених Штатів і дебютував у Американському окружному арт-центрі в Нью-Джерсі. Відтоді він виступав у різних концертних залах Нью-Йорку, Канзаса, Делавера, Коннектикуту та інших штатів. Його сольні та камерні виступи проходили у концертній залі Уейл Карнегі Холл (Weill Carnegie Hall), у Грейтер Принстон Стейнвей Сосайєті (Greater Princeton Steinway Society), у Нью-Йоркській публічній бібліотеці, у Концертній залі Організації Об'єднаних Націй, у Фортепіанному центрі Бехштейн, у Національному оперному центрі в Нью-Йорку та інших. Він був членом ансамблю «Мемлінг», яким керував альтист Метрополітен-опери Вінсент Леонті, знімався для російського та українського телебачення. Він працює в Державному Університеті штату Нью-Йорк та у Kaufman Music Center в Манхеттені. 
Алекс Рувінштейн живе у Нью-Йоркському районі Рівердейл з дружиною Оленою, консультантом з питань освіти та віце-директором iHOPE Academy, та їх синами Майклом, Девидом та Ентоні.